# Malpighia albiflora
Malpighia albiflora är en tvåhjärtbladig växtart som först beskrevs av J. Cuatrec., och fick sitt nu gällande namn av J. Cuatrec.. Malpighia albiflora ingår i släktet Malpighia och familjen Malpighiaceae. Inga underarter finns listade i Catalogue of Life.